# Oscar Schectman
Oscar Benjamin "Ossie" Schectman est un joueur de basket-ball américain, né le 30 mars 1919 à New York et mort le 30 juillet 2013 à Delray Beach.
Il a inscrit le tout premier panier de la Basketball Association of America, devenue depuis la NBA.